# Phép khử Gauss-Jordan
Phương pháp khử Gauss-Jordan dùng cách khử dần các ẩn để đưa hệ phương trình đã cho về một dạng ma trận đường chéo rồi giải hệ phương trình này, không phải tính một định thức nào.

## Phương pháp này được thực hiện qua các bước sau
- Bước 1: Dùng phương trình đầu tiên để khử x1{\displaystyle x1} trong n-1 phương trình còn lại, cách làm tương tự như phương pháp khử để tính định thức... (Để cho công thức đơn giản, trước khi khử ta có thể chia phương trình thứ nhất cho a(11)).
Cụ thể để khử x1 ở hàng thứ k (k = 2, 3,...,n) ta phải tính lại các hệ số a(kj) ở hàng thứ k
(j = 1, 2,..., n+1) như sau: akj= akj – a1j * ak1/a11
...
- Bước i: Dùng phương trình i để khử xi trong các phương trình thứ 1, 2, i–1, i+1, i+2,..., n.
(Để cho công thức đơn giản, trước khi khử ta có thể chia phương trình thứ i cho aii)
Cụ thể để khử xi ở hàng thứ k (k = 1, 2, i–1, i+1, i+2,..., n) ta phải tính lại các hệ số akj ở hàng thứ k (j = i,..., n+1) như sau: akj = akj – aij * aki / aii
...
- Bước n: Dùng phương trình thứ n để khử xn trong phương trình thứ 1, 2,..., n–1. (Để cho công thức đơn giản, trước khi khử ta có thể chia phương trình thứ n cho a(nn))
Cụ thể để khử xn ở hàng thứ k (k = 1, 2,..., n–1) ta phải tính lại các hệ số akj ở hàng thứ k (j = n, n+1) như sau: akj = akj – anj * akn / ann
Tương tự phép khử Gauss tại mỗi bước, trước khi khử ta phải chọn trụ tối đại. Cụ thể tại bước i ta luôn chọn hàng có phần tử ari có giá trị tuyệt đối lớn nhất rồi đổi cho hàng thứ i'7 cho hàng thứ r.
Hệ phương trình sau khi khử có dạng:
a11 x1 = b1
a22 x2 = b2
..........
ann xn = bn
Hoặc (Nếu tại các bước (bước i) ta chia cho hệ số aii):
x1 = b1
x2 = b2
..........
xn = bn
Tức là ta đã có các nghiệm mà không cần phải tính toán thêm.
Cũng như trong phương pháp khử Gauss, khi cài đặt trên máy tính ta dùng một mảng a thay cho cả ma trận A và vec tơ b.

## Ví dụ:Giải hệ phương trình sau bằng phương pháp khử Gauss-Jordan
2x1 + 3x2 + x3 = 11
-x1 + 2x2 - x3 = 0
3x1          + 2x3 = 9
Bước 1: Hệ phương trình trên tương đương với
3x1 + 2x3 = 9
x1 – 2x2  = 0
2x1 + 3x2 + x3 = 11
Bước 1:
3x1 + 0 + 2x3 = 9
2x2 – x3/3 = 3
3x2 – x3//3 = 5
h1 = h1; h2 = h2 + h1/3; 3 = h3 – 2h1/3;
Bước 2:
3x1 + 0 + 2x3 = 9
3x2 – x3/3 = 5
2x2 – x3/3 = 3
h1 = h1; h2 = h3; h3 = h2
3x1 + 0 + 2x3 = 9
3x2 – x3/3 = 5
–x3/9 = –1/3
h1 = h1; h2 = h2; h3 = h3 – 2h2/3
Bước 3:
Vậy
3x1 + 0 + 0 = 3
3x2 – 0 = 6
–x3/9 = –1/3
x1 = 1; x2 = 2; x3 = 3
h1 = h1 – 2h3/(–1/9); h2 = h2 – (1/3)h3/(–1/9); h3 = h3/(–1/9);